# Triple Threat
Triple Threat è un album di raccolta del gruppo musicale canadese Annihilator, pubblicato nel 2017.

## Il disco
Si tratta di un boxset che consiste di un album in studio contenente versioni acustiche di canzoni del gruppo, un album dal vivo registrato durante un concerto nel 2016 e di un DVD o Blu-ray anch'esso dal vivo, che contraddistingue l'edizione speciale del boxset stesso.

## Tracce

### Disco 1
Live at the Bang Your Head!!! Festival

1. King of the Kill
2. No Way Out
3. Creepin' Again
4. Set the World on Fire
5. W.T.Y.D. (Welcome to Your Death)
6. Never, Neverland
7. Bliss
8. Second to None
9. Refresh the Demon
10. Alison Hell
11. Phantasmagoria

### Disco 2
Unplugged: The Watersound Studios Sessions

1. Sounds Good to Me
2. Bad Child
3. Innocent Eyes
4. Snake in the Grass
5. Fantastic Things
6. Holding On
7. Stonewall
8. In the Blood
9. Crystal Ann
10. Phoenix Rising

### DVD/Blu-ray live
1. King of the Kill
2. No Way Out
3. Creepin' Again
4. Set the World on Fire
5. W.T.Y.D. (Welcome to Your Death)
6. Never, Neverland
7. Bliss
8. Second to None
9. Refresh the Demon
10. Alison Hell
11. Phantasmagoria